# Kalașnikov (film)
Kalașnikov (în rusă Калашников, transliterat: Kalașnikov) sau AK-47 (în rusă АК-47) este un film biografic rusesc din 2020 despre viața lui Mihail Kalașnikov, inventatorul puștii de asalt AK-47. Prezintă viața din copilăria sa timpurie până în 1949, când a primit Premiul Stalin pentru crearea puștii de asalt AK-47.
Elena Kalașnikova, fiica proiectantului și consultantă a grupului de companii Kalașnikov (Группа компаний «Кала́шников»⁠(d)), a luat parte la producția filmului. Filmul a fost creat pentru aniversarea a 100 de ani de la nașterea lui Mihail Timofeevici Kalașnikov.
Kalașnikov a fost regizat de Konstantin Buslov, scris de Anatoli Usov, Serghei Bodrov și Alexei Borodaciev și îi are în distribuție pe Iura Borisov, Olga Lerman⁠(d), Artur Smolianinov și Eldar Kalimulin.
Premiera a avut loc în Rusia la 20 februarie 2020, fiind distribuit de către Megogo.

## Rezumat
Filmul începe cu o secvență (suplimentată de flashback-uri ulterioare) în care Mihail Kalașnikov, tânărul fiu al unui fermier din Altai, este arătat cum lucrează în secret la o pușcă de jucărie funcțională.
În 1941, în timpul celui de-Al Doilea Război Mondial, Kalașnikov, acum adult, servește ca un comandant de tanc al Armatei Roșii. În timpul Bătăliei de la Breansk, Kalașnikov este rănit grav în timp ce distruge un tun antitanc german și este evacuat de pe front. În timp ce sunt transportați în spatele liniilor, el și un însoțitor se întâlnesc cu un grup de soldați germani și observă cum noul pistol-mitralieră sovietic al tovarășului său se blochează într-un moment critic din cauza erorilor de proiectare. Acest eveniment îl inspiră să-și folosească talentul său de inventator autodidact de a proiecta o nouă armă automată pentru armata sovietică.
În drum spre casă, sergentul major Kalașnikov sare din tren în stația Matai⁠(d) din Alma-Ata, Kazahstan, unde a lucrat anterior ca inginer, dar a fost concediat pentru că a folosit atelierul depozitului pentru a proiecta și construi arme private. El îi cere fostului său ofițer superior, Pavel Krotov, să-l lase să monteze ultima sa invenție, dar acesta refuză. Când Kalașnikov propune proiectul unui ofițer de rang înalt pe nume Basarov, acesta îi face rost de autorizația de a continua și, cu ajutorul lucrătorilor din stație, montează cu succes noul său pistol-mitralieră. În timp ce încearcă să i-l aducă lui Basarov, este arestat din greșeală, dar Basarov observă designul inovator al armei și o trimite spre evaluare. Astfel, Kalașnikov este eliberat și încurajat să-și prezinte arma generalului Pavel Kurbatkin, comandantul districtului militar Asia Centrală⁠(d), care aprobă ca acesta să participe la un concurs național de proiectare a armelor.
Kalașnikov este trimis la Golutvin, unitatea de testare a armelor Șciurov, unde urmează să concureze cu proiectanți faimoși de arme ca Alexei Sudaiev și Serghei Korovin; acolo o întâlnește și pe Ecaterina Moiseeva, o asistentă de design și viitoarea sa soție. În timp ce arma sa pierde în cele din urmă în fața armei lui Sudaiev⁠(d), i se dă permisiunea de a lucra la noi modele, iar prietenii săi îl încurajează, de asemenea, să-și continue munca. 
Până la sfârșitul războiului, Kalașnikov a dezvoltat o nouă pușcă automată (AK-47) și este trimis la Fabrica de Arme Kovrov⁠(d) pentru a o îmbunătăți. Nerăbdător să vadă dacă funcționează după ce i s-a aprobat abia peste două zile un test în poligonul de tragere, el își organizează propriul test care se dovedește un succes. El este însă arestat pentru că și-a testat arma în aer liber și fără autorizație și este dus în fața generalului Vasili Degtiariov. Generalul este un proiectant de arme remarcabil pe care Kalașnikov îl consideră cel mai înverșunat concurent al său. Cu toate acestea, Degtiariov, își arată respectul sincer față de talentul lui Kalașnikov și recunoaște superioritatea designului său. Din aceste cauze, generalul iese din competiție, iar arma lui Kalașnikov este aprobată de guvernul sovietic. 
În 1949, după primele teste majore pe teren, noua armă este aprobată pentru producție în masă. Kalașnikov este decorat și i se acordă un concediu prelungit, pe care îl folosește pentru a-și vizita mama la ferma de acasă împreună cu soția și copiii săi.

## Distribuție
- Iura Borisov – Mihail Kalașnikov
- Olga Lerman – Ecaterina „Katia” Moiseeva
- Artur Smolianinov – căpitanul Vasili Liutîi
- Eldar Kalimulin – Aleksandr Zaițev
- Vitali Kaev – general-maiorul Pavel Kurbatkin
- Valeri Barinov – general-maiorul Vasili Degtiariov
- Anatoli Lobotski – colonelul Gluhov
- Aleksei Vertkov – căpitanul NKVD Lobov
- Dmitri Bogdan – maiorul Alexei Sudaiev
- Maksim Bitiukov – Kazakov
- Armen Arușanian – Saakiants
- Valeri Afanasiev – mareșal-șef al artileriei⁠(d) Nikolai Voronov⁠(d)
- Serghei Gazarov – Pavel Krotov
- Seidulla Moldahanov – locotenent-colonelul Basarov
- Dmitri Kulicikov – maiorul Lebedev
- Igor Kripunov – Degtiarev
- Iuri Lopariov – Kuzmici
- Aleksandr Nikolski – unchiul Mișa
- Mihail Gudoșnikov – Kravcenko
- Evgheni Antropov – locotenent din Alma-Ata
- Amadu Mamadakov – gardian din Alma-Ata

## Producție
Actorul Iura Borisov a subliniat că a studiat în mod activ calea prin viață a personajului său, angajat în căutarea și colectarea de surse alternative, dorind să înțeleagă complexitatea caracterului inventatorului de arme cu complexele și reflecțiile sale. Potrivit lui Borisov, el l-a văzut personal pe Kalașnikov și, când a trecut, „ceva a zburat din el și a zburat spre mine! Și apoi m-am plimbat prin site cu asta”.

### Filmări
Munca la acest film a început în august 2018, cu filmări pe moșia Apraksins, districtul Dmitrovski, regiunea Moscova; în Republica Crimeea; în orașul Torjok, districtul Torjokski, regiunea Tver și în Șușari, lângă Sankt Petersburg, au fost filmate scenele cu locomotive. În plus, locomotivele au fost implicate în număr mare în Depoul de locomotive al stației Podmoskovnaia la filmarea scenelor din Stația Matai (Kazahstan temir joli), unde Kalașnikov a început să lucreze la primul său pistol-mitralieră.
Filmul a fost creat pentru aniversarea a 100 de ani de la nașterea lui Mihail Timofeevici Kalașnikov.
Costumele și recuzita au fost oferite de studiourile Mosfilm; acestea au sprijinit și la dublarea și înregistrarea sunetului. Scena bătăliei cu tancuri de la Breansk a fost filmată în complexul cinematografic Voienfilm de lângă Medin, districtul Medinski, regiunea Kaluga, folosindu-se decorurile din filmul Ultima frontieră (2020).
Toate modelele de arme dezvoltate de Kalașnikov au fost restaurate special conform desenelor primite de la Muzeul Istoric Militar al Artileriei, Inginerilor și Corpului de Transmisioniști din Sankt Petersburg.

## Premiera
Primul trailer al filmului a fost lansat la 25 septembrie 2019, al doilea la 30 decembrie. La 15 februarie 2020, a avut loc o proiecție specială a filmului în orașul Ijevsk. Filmul a fost lansat în cinematografele din Federația Rusă la 20 februarie 2020, de către Megogo Distribution.

## Primire
Istoricul militar rus Alexei Valerievici Isaiev⁠(d) a vorbit negativ despre film: ...se pare că aceasta este o comedie cu niște conflicte complet exagerate cu un fel de dorință insuportabilă de a trage cu mitraliera, care a fost de mult dată în producție de serie (o serie de probă era deja lansată). Absolut niște lucruri copilărești... Adică cele mai sălbatice absurdități ale războiului, au fost exprimate în acest film... au arătat un fel de isterie în fața noastră... În esență, au produs un film pentru a călca în picioare subiectul, ca să nu vorbească despre adevăratul Kalașnikov...